# Kosh-Agachsky (huyện)
Huyện Kosh-Agachsky (tiếng Nga: ? райо́н) là một huyện hành chính tự quản (raion), của Cộng hòa Altai, Nga. Huyện có diện tích 19940 kilômét vuông, dân số thời điểm ngày 1 tháng 1 năm 2000 là 16900 người. Trung tâm của huyện đóng ở Kosh-Agach.